# Regína Ósk
Regína Ósk Óskarsdóttir (Reykjavík, 21 dicembre 1977) è una cantante islandese.

## Biografia
Nota per la sua partecipazione all'Eurovision Song Contest come corista nel 2001, nel 2003 e nel 2005, e come parte del duo musicale Euroband tre anni dopo, Regína Ósk ha ricevuto la sua prima nomination all'Íslensku tónlistarverðlaunin, il principale riconoscimento musicale dell'Islanda, nell'edizione tenutasi nel 2006 per mezzo del suo primo album in studio eponimo. Nel dicembre 2011 ha avviato una tournée di concerti a supporto del disco natalizio Um gleðileg jól, oltre a prendere parte all'evento Frostrosir all'Harpa e al concerto di Freddie Mercury.
Eins og það var, uscito nel 2021, si è classificato all'interno della Tónlistinn, la hit parade islandese.

## Discografia

### Da solista

#### Album in studio
- 2005 – Regína Ósk
- 2006 – Í djúpum dal
- 2007 – Ef væri ég...
- 2010 – Um gleðileg jól
- 2014 – Leiddu mína litlu hendi (con Friðrik Karlsson)

#### Singoli
- 2003 – Don't Try to Fool Me
- 2016 – Jólanótt (con Baldur Ketilsson)
- 2018 – Rabbit Hole
- 2020 – Fædd til að dansa
- 2020 – Stjörnubjarta nótt
- 2021 – Eins og það var
- 2021 – Jólasnjór um alla borg
- 2022 – Þegar nóttin
- 2022 – Sumarrós
- 2022 – Englar í snjó
- 2024 – Hjá þér (con Svenni Thor)
- 2024 – Óvænt ferðalag (con Svenni Thor)

### Euroband
- 2008 – This Is My Life